# 野間出版文化賞
野間出版文化賞是野間文化財團以「出版的再發明」為目標，於2019年講談社創業110周年時，作為記念事業一環所設立之獎項，表彰在出版方面表現出色的個人和團體。

## 概要
本獎項表揚與出版相關的表現中，不受個人書籍和雜誌等傳統出版框架約束的個人和團體。正賞是獎牌，副賞是一百萬日元。
候選人名單由執行委員會討論後提交給評選委員會。

## 獲獎者
- 第1回（2019年） - 新海誠、東野圭吾、《Nakayoshi》、《Ribon》、白石麻衣・生田繪梨花（特別賞）[2]
- 第2回（2020年） - 池井户润、吾峠呼世晴、《集合啦！動物森友會》[1]